# Cerynea virescens
Cerynea virescens là một loài bướm đêm trong họ Erebidae.